# Max Beer
Max Beer (Wenen, 3 juni 1886 - New York, 27 oktober 1965) was een Duits journalist en diplomaat.

## Biografie
Max Beer behaalde een doctoraat in Würzburg in 1910. Hij was correspondent voor Duitse kranten in Parijs (1910-1914) en Genève (1920-1926) en werkte ondertussen in Bern als publicist voor de centrale mogendheden. Van 1926 tot 1931 was hij ambtenaar bij het departement Informatie bij de Volkenbond. Nadien was hij van 1931 tot 1931 correspondent voor de Deutsche Allgemeine Zeitung.
Nadat hij in 1933 vanwege zijn joodse afkomst werd ontslagen, werkte Beer tot 1939 voor de National-Zeitung in Bazel. In dat jaar vertrok hij naar Parijs. Een jaar later, in 1940, vluchtte hij via Spanje en Portugal naar de Verenigde Staten. Vanaf 1950 was hij correspondent nabij de Verenigde Naties voor de Neue Zürcher Zeitung.
- Bibliothèque nationale de France: cb156218342 (data)
- Gemeinsame Normdatei: 116108029
- Historisch woordenboek van Zwitserland: 028012
- International Standard Name Identifier: 0000 0000 8376 476X
- Nederlandse Thesaurus van Auteursnamen: 310294819
- Système universitaire de documentation: 261834436
- Virtual International Authority File: 42166732
- WorldCat: E39PBJfWWMfjMrTCVBQm8JHBfq